# ウジェーヌアダム賞
ウジェーヌアダム賞（Prix Eugène-Adam）は、フランスのサンクルー競馬場で行われる競馬の競走である。

## 歴史
1893年に設立された競走で、当初はモナーク賞と呼ばれていた。これはグラディアトゥールの父であるモナークに因んで名付けられた。
1903年にレピュブリック賞へと改名されたが、1904年に新しく共和国大統領賞が設立された際に元の名に戻った。
1910年まではメゾンラフィット競馬場の直線トラックで行われていたが、その後は右回りのコースで暫くの間に行われた。
1911年にソシエテ・スポーティブ・デ・エンカレッジの元会長であったウジェーヌ・アダムを記念して現在の名前に改名された。
第一次世界大戦中の1915年から1918年までは開始されなかった。また、第二次世界大戦中の1940年にも開催中止となった。1944年に一時的にオートゥイユ競馬場に移され、この時は2100mで争われた。1946年にはサンクルー競馬場に移管された。
1998年にメゾンラフィット競馬場に戻ったが、2000年にドーヴィル競馬場に移管された。2002年から2018年まではメゾンラフィット競馬場での開催となり、メゾンラフィット大賞という副称が付けられていた。2019年よりサンクルー競馬場での開催となった。
2020年は新型コロナウイルス感染症による影響で開催が中止となった。

## 記録

### 最多勝利騎手
- イヴ・サンマルタン - 1964年:Jour et Nuit、1966年:Silver Shark、1971年:Quiludi、1972年:Citheron、1976年:Crow

### 最多勝利調教師
- アンドレ・ファーブル - 1983年:Mourjane、1984年:Cariellor、1985年:Courtroom、1986年:Un Desperado、1988年:Sarhoob、1989年:River Warden、1991年:Arcangues、1994年:Carnegie、1996年:Radevore、1997年:Kirkwall、2000年:Sobieski、2004年:Valixir、2005年:Archange d'Or、2013年:Triple Threat

- マルセル・ブサック - 1926年:Banstar、1933年:Negund、1943年:Micipsa、1946年:Goyama、1947年:Sandjar、1954年:Cordova、1960年:Anaram

## 歴代優勝馬
※2000年以降
- 2000年 Sobieski
- 2001年 King of Tara
- 2002年 King of Tara
- 2003年 Look Honey
- 2004年 Valixir
- 2005年 Archange d'Or
- 2006年 Flashing Numbers
- 2007年 Harland
- 2008年 Twice Over
- 2009年 Debussy
- 2010年 Shimraan
- 2011年 Pisco Sour
- 2012年 Bayrir
- 2013年 Triple Threat
- 2014年 Western Hymn
- 2015年 Dariyan
- 2016年 Heshem
- 2017年 Finche
- 2018年 Gyllen
- 2019年 Headman
- 2020年 no race
- 2021年 Pretty Tiger
- 2022年 My Prospero
- 2023年 Horizon Dore
- 2024年 Bright Picture